# 小行星204711
小行星204711（204711 Luojialun），臨時編號2006 GN，是一顆位於小行星帶的小行星。由鹿林天文台於2006年4月1日發現。
該小行星以中國教育家、歷史學家與思想家羅家倫命名，羅家倫先生於1932年至1941年擔任國立中央大學的校長。。